# Norma (Itàlia)
Norma és un comune (municipi) de la província de Latina, a la regió italiana del Laci, a uns 50 km al sud-est de Roma i a uns 14 km al nord-est de Latina.
Norma limita amb els municipis de Bassiano, Carpineto Romano, Cisterna di Latina, Cori, Montelanico i Sermoneta.
A 1 de gener de 2019 tenia 3.876 habitants.